# Key Pittman

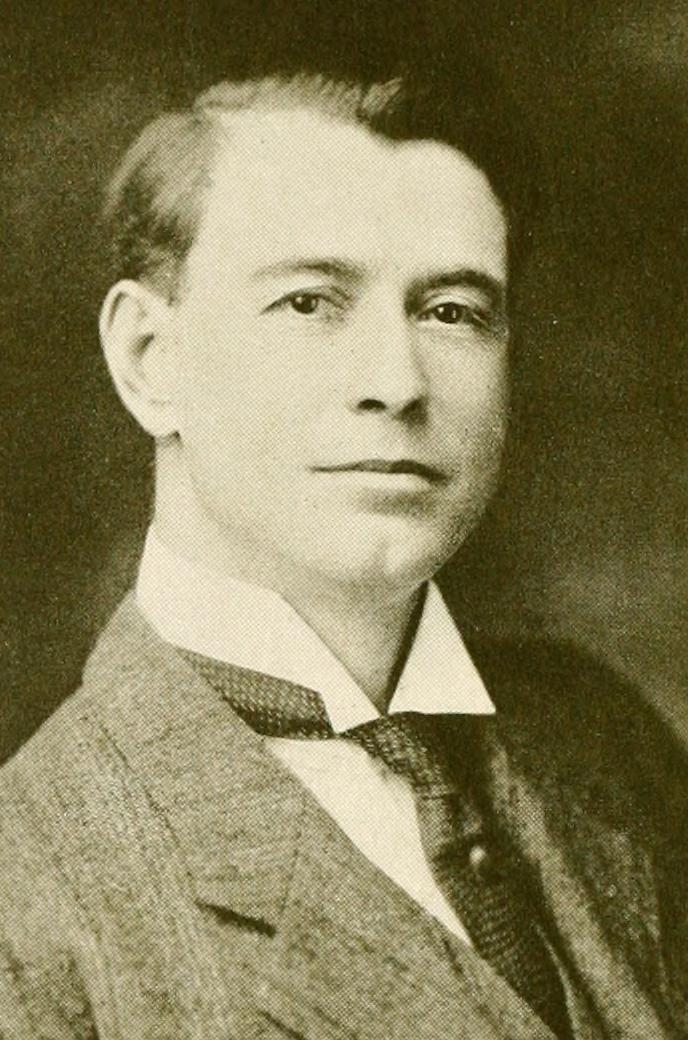
Key Pittman.

Key Denson Pittman, född 19 september 1872 i Vicksburg, Mississippi, död 10 november 1940 i Reno, Nevada, var en amerikansk demokratisk politiker. Han representerade delstaten Nevada i USA:s senat från 1913 fram till sin död. Han var bror till Vail M. Pittman.
Pittman studerade vid Southwestern Presbyterian University (numera Rhodes College). Han studerade sedan juridik och inledde 1892 sin karriär som advokar i Seattle. Han deltog 1897 i guldrushen i Klondike. Efter guldrushen flyttade han till Nevada och fortsatte sin karriär som advokat där.
Senator George S. Nixon avled 1912 i ämbetet och William A. Massey blev utnämnd till senaten. Pittman fyllnadsvaldes 1913 till senaten. Han omvaldes 1916, 1922, 1928, 1934 och 1940. Pittman fick en hjärtinfarkt kort före senatsvalet 1940. Han vann valet och avled sedan några dagar senare. Pittman efterträddes som senator av partikamraten Berkeley L. Bunker.
Pittman var anglikan och frimurare. Hans grav finns på begravningsplatsen Masonic Memorial Gardens i Reno.